# Col du Lion
Le col du Lion  est un col de montagne pédestre des Pyrénées à 2 031 mètres d'altitude, dans la Barousse, dans le département français des Hautes-Pyrénées en Occitanie.
Il relie la vallée de Bareilles, au nord, à la vallée de Cazaux-Dessus.

## Géographie
Le col du Lion est situé entre le sommet du Tech (2 138 m) à l'ouest et le pic du Lion (2 102 m) à l'est, limitrophe avec la Haute-Garonne. Il surplombe le lac de Bareilles (1 760 m) au nord.

## Protection environnementale
Le col est situé dans le parc national des Pyrénées et fait partie d'une zone naturelle protégée, classée ZNIEFF de type 1 et de type 2.

## Voies d'accès
Le versant nord est accessible par Bareilles, suivre l'itinéraire du lac de Bareilles.
Sur le versant sud, on y accède depuis Cazaux-Dessus par le sentier du Cap de Peyrehicade.